# Střílky
Střílky jsou obec v okrese Kroměříž ve Zlínském kraji. Leží 22 kilometrů jihozápadně od Kroměříže. Žije zde 620 obyvatel.

## Historie
První písemná zmínka o obci pochází z roku 1261 (Zdrilke).

## Obyvatelstvo

### Struktura
Vývoj počtu obyvatel za celou obec i za jeho jednotlivé části uvádí tabulka níže, ve které se zobrazuje i příslušnost jednotlivých částí k obci či následné odtržení.
| Místní části   | Místní části | 1869  | 1880  | 1890  | 1900  | 1910  | 1921  | 1930  | 1950  | 1961 | 1970 | 1980 | 1991 | 2001 | 2011 | 2021 |
| -------------- | ------------ | ----- | ----- | ----- | ----- | ----- | ----- | ----- | ----- | ---- | ---- | ---- | ---- | ---- | ---- | ---- |
| Počet obyvatel | část Střílky | 1 110 | 1 114 | 1 209 | 1 191 | 1 274 | 1 150 | 1 000 | 1 008 | 926  | 796  | 771  | 726  | 685  | 687  | 595  |
| Počet domů     | část Střílky | 192   | 206   | 218   | 215   | 219   | 221   | 243   | 282   | 252  | 244  | 239  | 281  | 297  | 297  | 298  |

## Obecní správa
Od 15. srpna 1976 do 31. prosince 1991 k obci patřily Zástřizly.

## Pamětihodnosti
- Zámek Střílky - od roku 1994 ašrám systému Jóga v denním životě
- Střílecký hrad - zřícenina hradu
- Barokní hřbitov - pod kterým se nachází hrobka významných osobností. Hřbitov je řešen jako velkorysý umělecký celek. Zaujímá plochu cca 2000 m², je čtvercový, nároží čtverce jsou však vykrojeny a nahrazeny oblouky klenutými dovnitř.
- Kostel Nanebevzetí Panny Marie
- Socha svatého Jana Nepomuckého
- Pravoslavná kaple svatého Rostislava

## Ochrana přírody
V katastru obce se nacházejí tato chráněná území:
- Přírodní památky: Bralová
- Památné stromy: Ctiborův dub, Červený buk (v zámeckém parku), Dřín u Vrbů (v zahradě u čp. 1)
- Evropsky významné lokality: Chřiby
- Čertovy kameny

## Zajímavost
V obci byl natočen film Pozvání na zámek (1989), jehož scenárista Ivan Kříž pracoval jako vychovatel mládeže ve zdejším výchovném ústavu.

## Fotografie

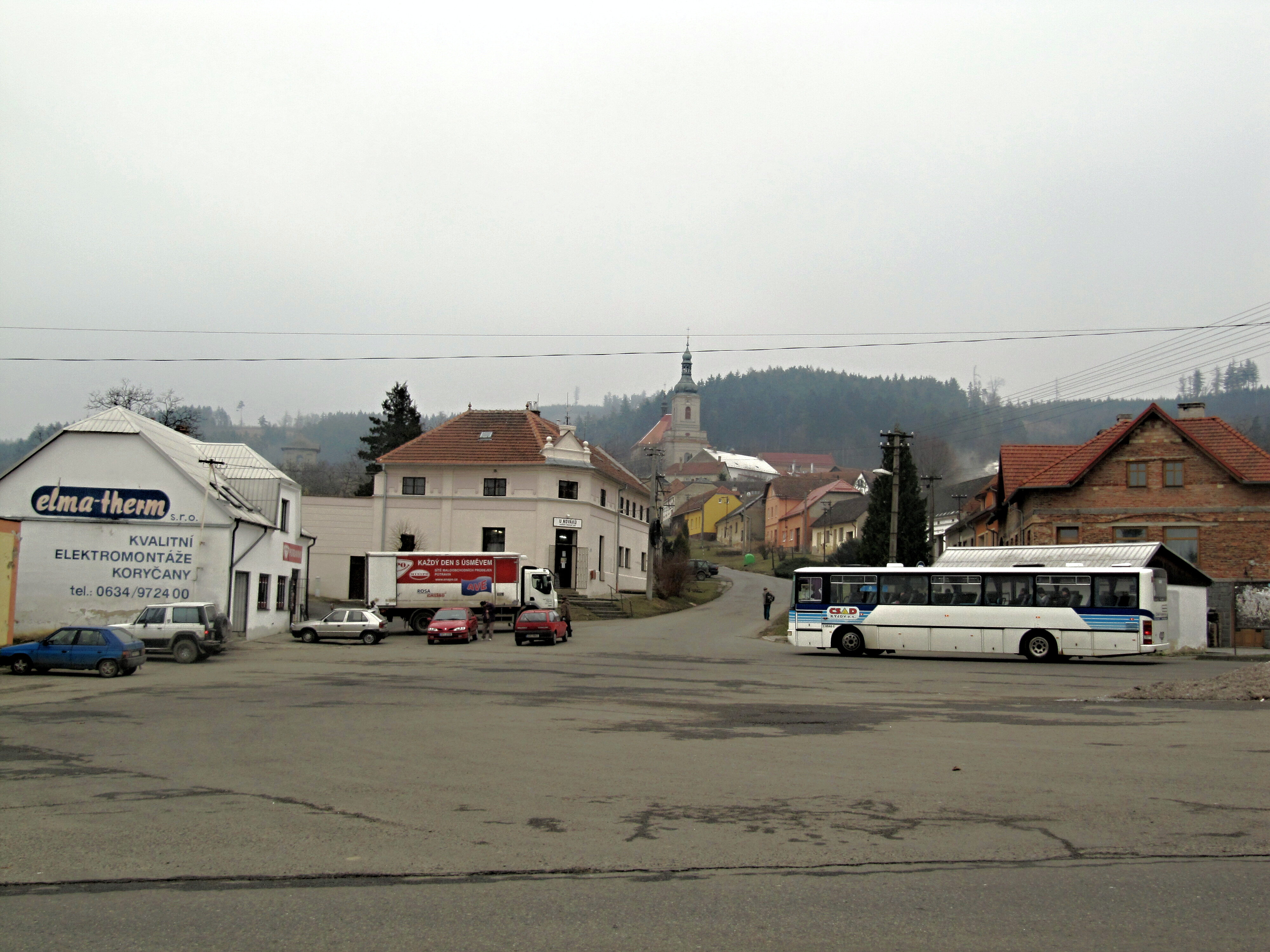
Centrum obce se zastávkou autobusu
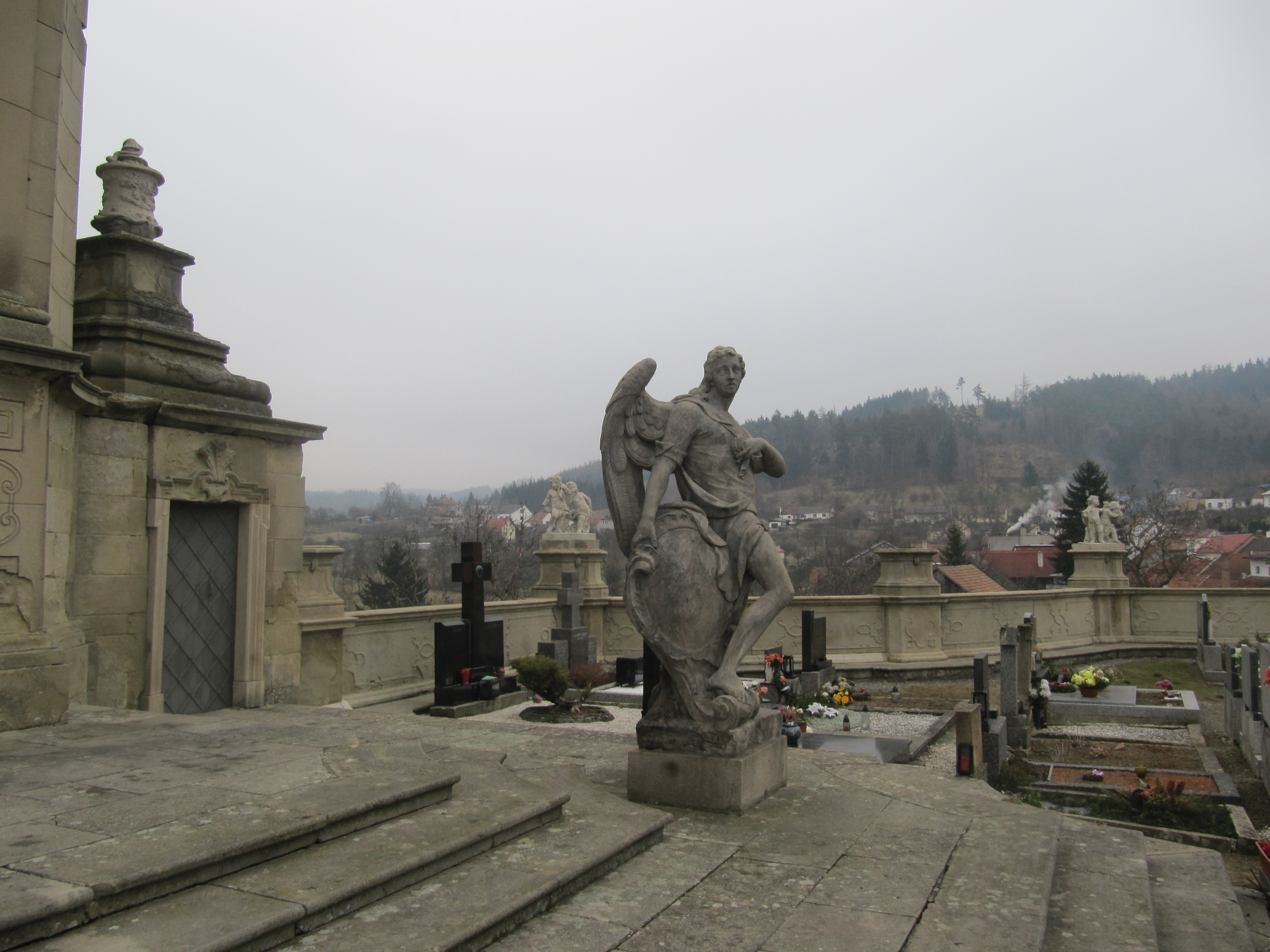
Sochařská výzdoba hřbitova (Gottfried Fritsch)
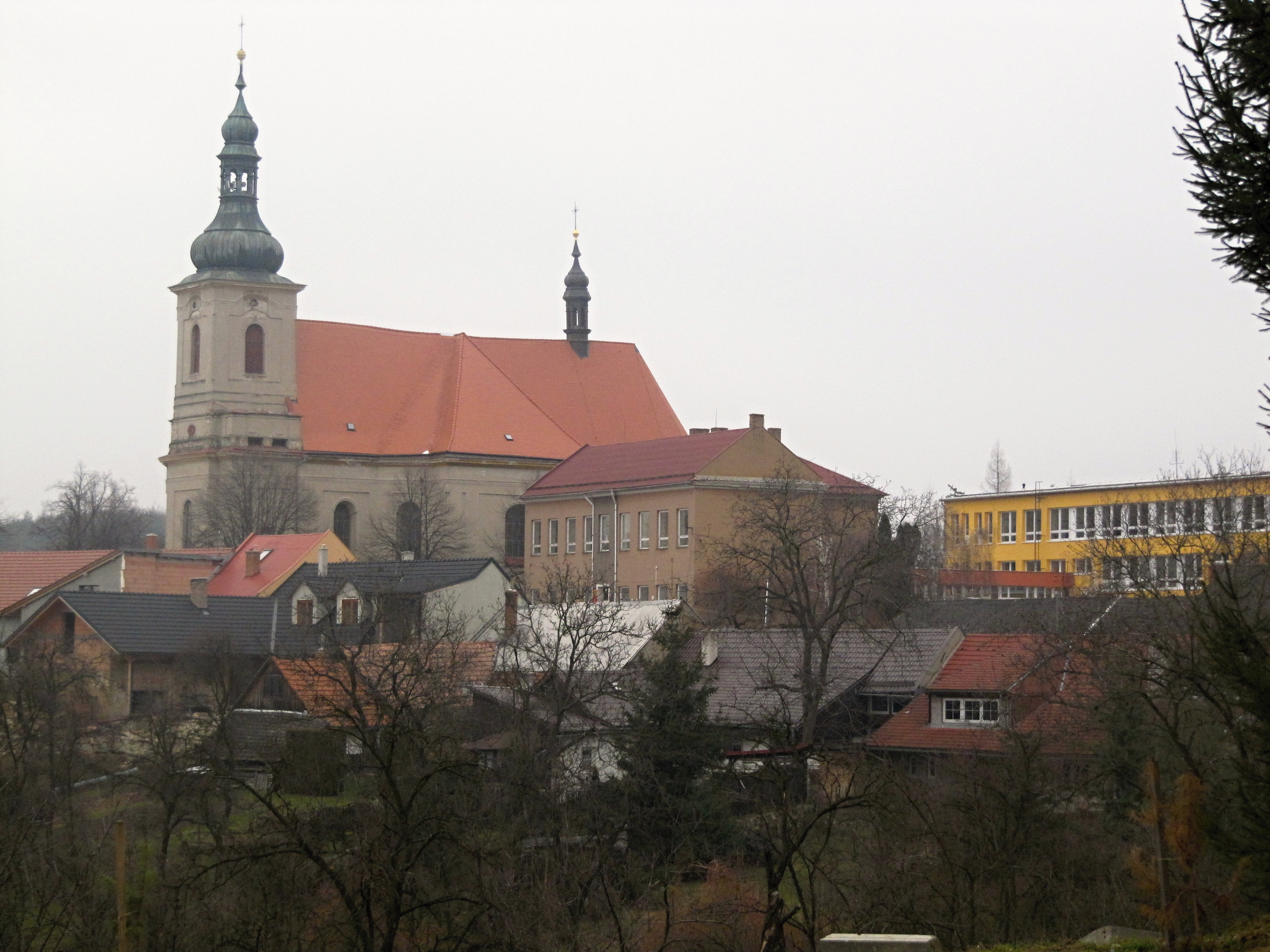
Kostel, obecní úřad a škola
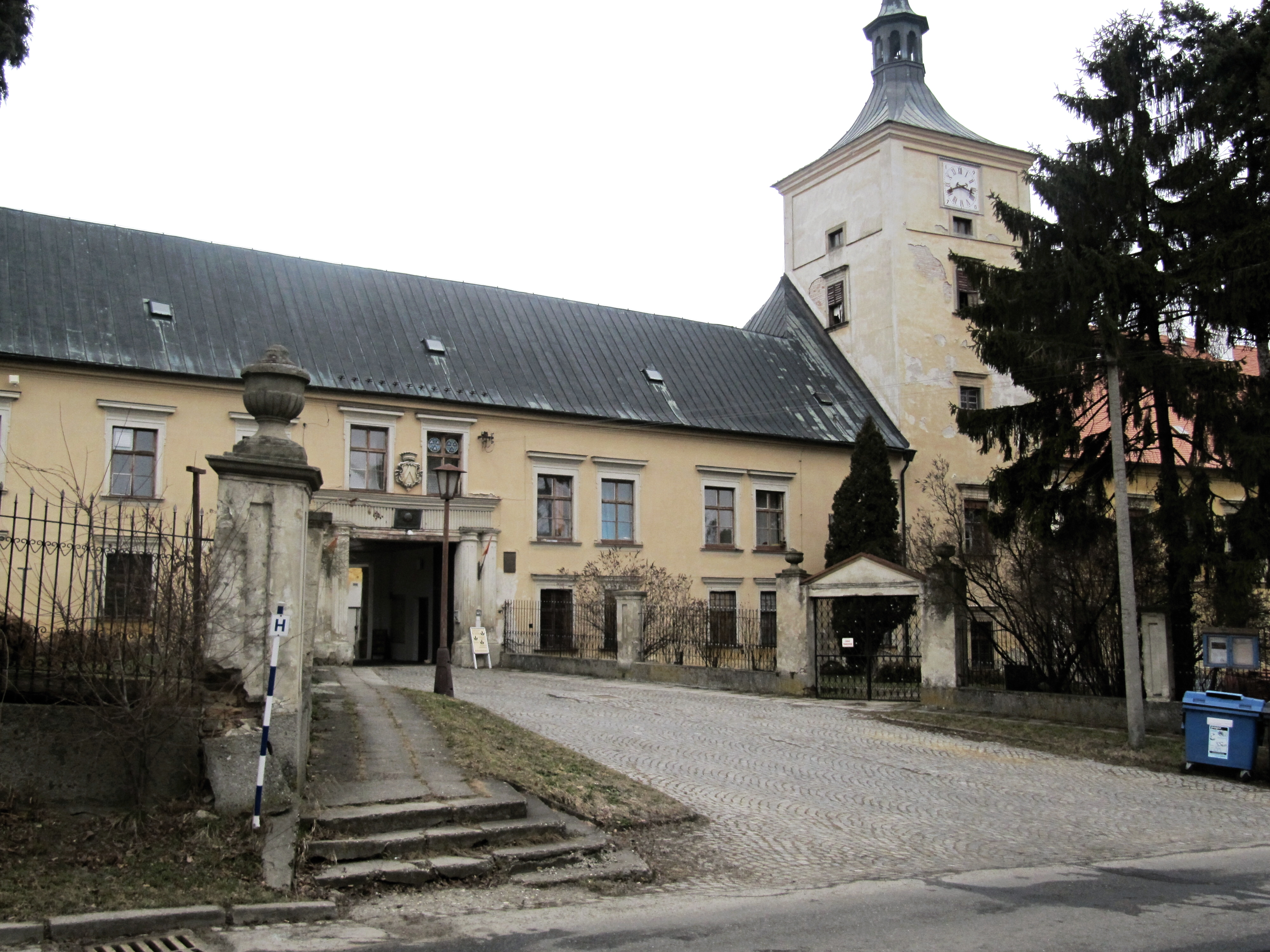
Průčelí zámku